# 264 (szám)
A 264 (kétszázhatvannégy) a 263 és 265 között található természetes szám.

## A matematikában
- Harshad-szám